# ロイヤル・ハワイアン
ロイヤル・ハワイアン（英語：The Royal Hawaiian, A Luxury Collection Resort Waikiki）は、アメリカ合衆国のハワイ州、ホノルルにある高級ホテル。

## 歴史

### 開業
オアフ島の中心地であるホノルルのワイキキビーチにあるハワイ王朝の所有地であった「ヘルモア」に、マトソン社の創立者のウィリアム・マトソンによって、同社の「マロロ号」の旅客宿泊施設として建てられ、1927年2月1日に開業した。

### 「太平洋のピンク・パレス」
ワイキキビーチの中心にあり、客室やロビーなどからビーチとダイアモンド・ヘッドの景色を目前に眺めることができる。完成当時として最新の設備を備えたピンク色の建物は「太平洋のピンク・パレス」と称され、同時期の1900年代から1920年代に建設された「モアナ・ホテル」や「ハレクラニ」と並ぶホノルルを代表する高級ホテルとして知られる。
第二次世界大戦中の1942年からは、チャールズ・ロックウッドによって潜水艦乗員などアメリカ海軍の将兵の保養所として使用するために接収された。1945年8月の終戦後に返還され、その後修復作業が行われ、1947年2月1日に再開した。

### 第二次世界大戦後

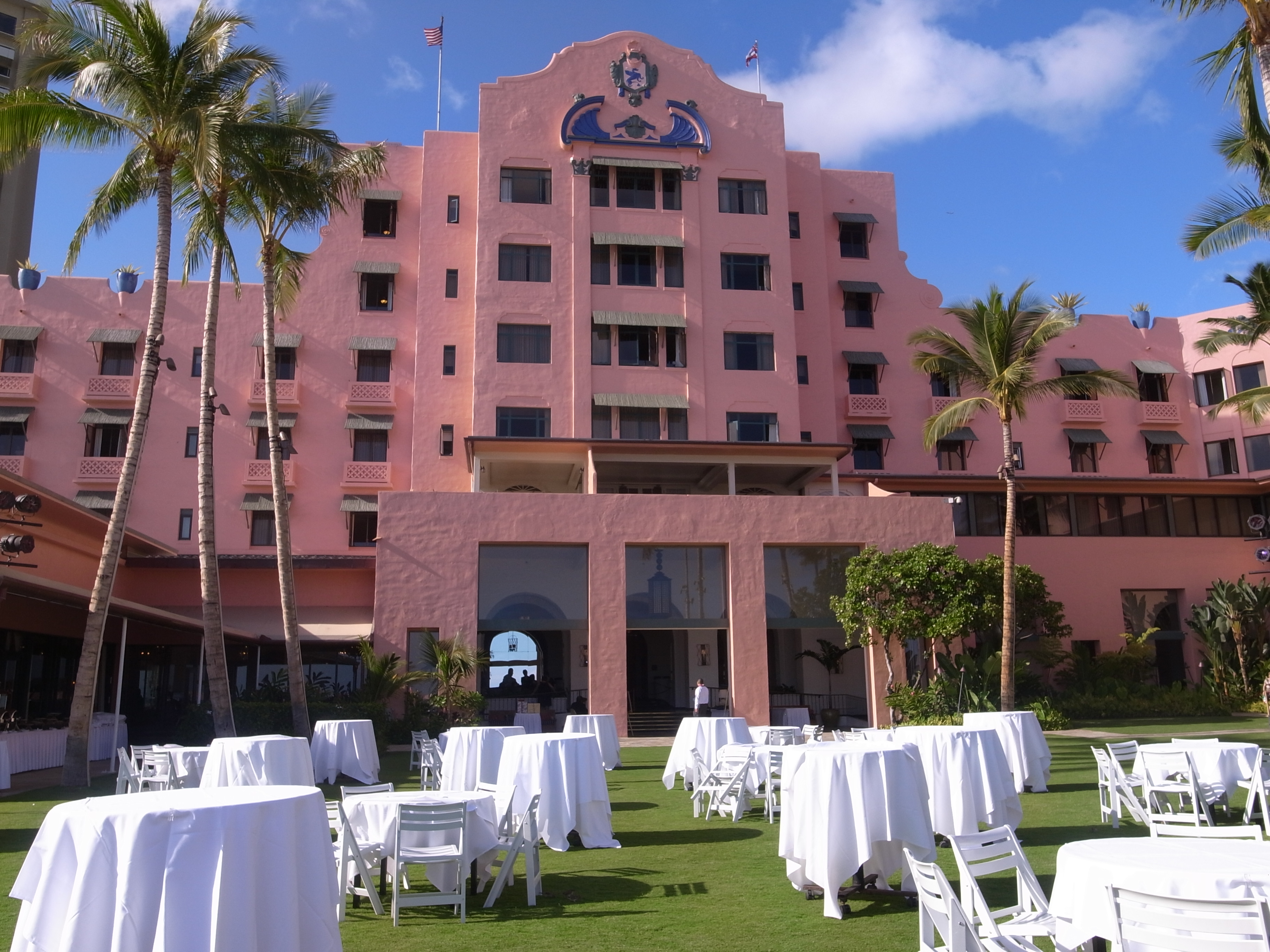
ワイキキビーチからの眺め

ハワイがアメリカの州となった1959年には、オープンエアの「マイタイ・バー」が開業し、以後バーで提供する「マイタイ」がホテルの名物となった。
1963年（昭和38年）には小佐野賢治率いる国際興業の子会社、「京やカンパニー」に買収された。その後はアメリカの投資ファンド、サーベラス・キャピタル・マネジメントに所有権が移った。

### 現在
2008年6月1日からリニューアルのために閉館され、6,000万ドルをかけた工事が行われ2009年1月20日に営業を再開した。
また、訪問客が急増したことを受けて、2010年に本館の横にタワー棟が建設された。
ロイヤルハワイアンは「スターウッド・ホテル&リゾート」の傘下ホテルとなっており、そのなかでも最高級ブランドである「ラグジュアリー・コレクション」ブランドとなっている。

## 評価

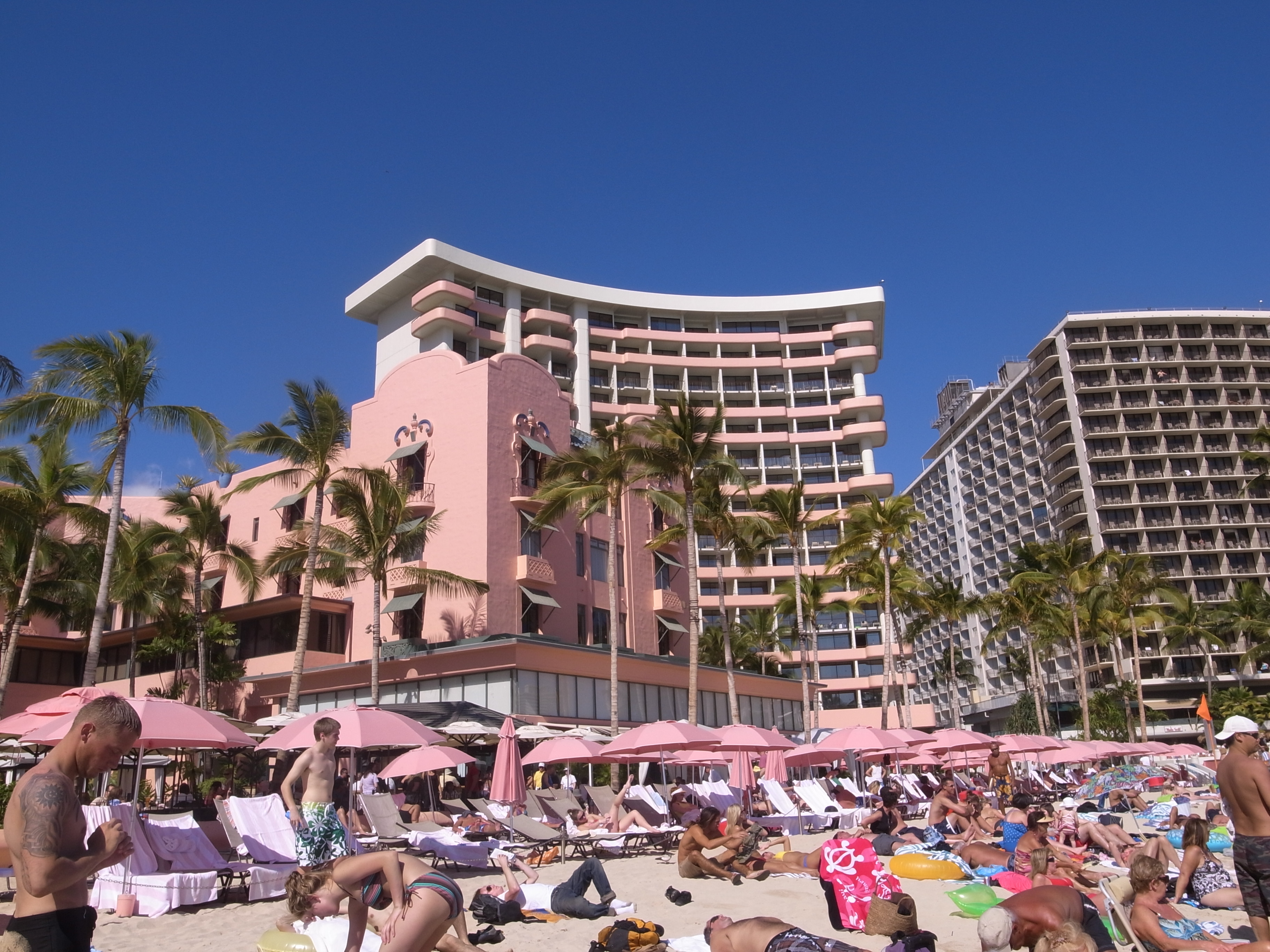
ヒストリック（本館）とタワー

明仁上皇やフランクリン・ルーズベルト大統領、マリリン・モンローなど、世界各国の元首や著名人が宿泊してきたことで知られ、また、立地や設備のみならず、コンシェルジュやポーターなどのスタッフのサービスも高く評価されており、「コンデナスト・トラベラー」誌などの権威ある雑誌による調査で、常にホノルルのトップクラスのホテルに選ばれている。
ワイキキビーチの目前にあり、多くのビーチフロントやオーシャンビューの客室を持つ上に、ワイキキビーチにプライベートビーチエリアを持ち、ホテル内のプールエリアより水着のままビーチに出ることができる（ホテル建物内では上着着用の規則あり）。また、カラカウア大通りのほぼ真ん中に位置し、目の前に「ロイヤル・ハワイアン・センター」があるほか、周辺に多くのレストランやバー、ブティックが林立するため、グルメやショッピングにおける利便性が高いにもかかわらず、建物内は静粛が保たれているなど、そのロケーションがもたらす高い利便性と開業以来の静粛な雰囲気は高い評価を受けている。

## データ
- 所在地：2259 Kalakaua Avenue Honolulu, Hawai`i
- 部屋数：529室

## 施設

### レストラン
- 「サーフ・ラナイ」
- 「アズーア・レストラン」
- 「マイタイ・バー」
- 「アハ・アイナ（ルアウ）」

### アクティビティ
- プール（隣接する「シェラトン・ワイキキ」のプールも利用できる）
- プライベートビーチエリア
- ヨットセーリング
- アウトリガーカヌー
- サーフィン
- ブギーボード

### その他
- スパ「アバサ・スパ」
- フィットネス・ジム
- 美容室
- ビジネスセンター
- 宴会場（ビーチの目の前でのガーデンパーティーやレセプションも可能である）
- 会議場
- 駐車場（隣接する「シェラトン・ワイキキ」と兼用）

なお宿泊客は、同系列ホテルである「モアナ・サーフライダー・ウェスティン・リゾート&スパ」や「シェラトン・ワイキキ」、「シェラトン・プリンセス・カイウラニ」の施設をルームチャージ扱いで利用することができる。